# Calinaga cercyon
Calinaga cercyon is een vlinder uit de familie van de Nymphalidae. De wetenschappelijke naam van de soort is voor het eerst geldig gepubliceerd in 1897 door Lionel de Nicéville.